# وضاح الشاعر
وضاح الشاعر، (مواليد 1970)، هو محامي لبناني وعضو مكتب سياسي ومستشار الشؤون السياسية في تيار المردة في قضاء البترون.
ولد في منطقة شاتين - تنورين في قضاء البترون عام 1970 من عائلة لبنانية. كان مستشاراً قانونياً لوزير الاقتصاد والتجارة ياسين جابر من العام 1996 حتى العام 1998 الذي تولى وزارة الاقتصاد في إحدى حكومات الرئيس رفيق الحريري. أسّس مكتب "الشاعر للمحاماة" في منطقة بدارو – سامي الصلح الذي غلب فيه التركيز على المسائل التجارية وقضايا التحكيم الداخلي والدولي. وهو ينتمي إلى تيار المردة حيث يشغل الآن موقع عضو مكتب سياسي ومستشار الشؤون السياسية في تيار المردة في منطقة البترون. وهو متزوج من تاتيانا هاشم ولهما: ريتا – ماريا، آيا – ماريا، ونواه.